# Joseph Jacotot
Jean Joseph Jacotot (Dijon, 4 de marzo de 1770–París, 30 de julio de 1840) fue un pedagogo y político francés, creador de un método de enseñanza llamado «método Jacotot».

## Biografía

### Ámbito académico
Jacotot hizo sus estudios secundarios en el liceo de Dijon donde fue un estudiante trabajador e inteligente, pero poco dispuesto a aceptar lo que no le parecía evidente y sólo se basaba en la autoridad de la palabra del maestro, lo que tenía para él sólo valor de opinión. 
Espíritu independiente, perspicaz, apasionado por discernir lo verdadero en medio de todo lo que tenía la pretensión de serlo, fue doctor en letras y profesor de humanidades a los diecinueve años. Su antiguos maestros, luego sus colegas, conmovidos por la firmeza y la rectitud de su carácter, le confiaron sus intereses. Con el objeto de justificar la confianza, estudió derecho y llegó a ser abogado y doctor en derecho. Luego emprendió estudios de matemática y obtuvo un tercer doctorado.

### Implicación en la Revolución Francesa
Profesor, también patriota, comprometido con la libertad que implica la emancipación política tanto como la emancipación intelectual. En 1788 organizó la federación de la juventud de Dijon con la de Bretaña y la de otras provincias para la defensa de los principios revolucionarios
Tras conseguir estos principios, las federaciones se transformaron en batallones para la defensa de la patria. Fue elegido capitán de una compañía de artillera del Batallón de la Côte d'Or. 
En 1792, su compañía solicita ir a combatir al enemigo; el ministro de guerra la envía en refuerzo del Ejército del Norte. Participó de la breve campaña de Bélgica, asistió al sitio de Maastricht, y a muchos otros hechos de armas.

### Ámbito profesoral
Desde1795, fue profesor de la Escuela Central de Dijon donde enseñó sucesivamente latín, matemática y derecho. Bajo el Imperio, secretario del ministro de guerra y luego director de la Escuela politécnica ; durante los Cien Días, fue elegido miembro de la Cámara de Representantes. Abandona Francia tras la Segunda Restauración y se radica en Bélgica. Allí fue nombrado profesor de Literatura Francesa en la Universidad del Estado de Lovaina, y luego director de la Escuela Militar. No regresa a Francia hasta 1830 luego de la Revolución de Julio, permaneciendo algunos años en Valenciennes, antes de establecerse en París en 1838 donde murió dos años más tarde. 
Fue inhumado en el cementerio de Père-Lachaise y embalsamado por el Doctor Gannal, siguiendo su propio procedimiento.

## Método Jacotot
En Lovaina, encargado de enseñar francés a estudiantes cuya lengua no comprendía, les pidió estudiar una edición bilingüe de Las Aventuras de Telémaco de Fénelon. Por medio del estudio del texto y de su traducción y sin explicaciones del maestro, los estudiantes se revelaron capaces de aprender el funcionamiento de la frase en francés y de explicar lo que no habían comprendido de la novela. Esta experiencia permitió a Jacotot proponer una didáctica que se funda en la capacidad de aprender por uno mismo, como opuesta al método clásico basado en la transferencia del saber del maestro al alumno.

### Principios
Su nuevo método de «enseñanza universal» por el cual se proponía «emancipar las inteligencias» atrajo sobre él la atención a partir de 1818. Sostenía básicamente que cualquier persona podía aprender sola y sin maestro; éste debía limitarse a dirigir o a sostener la atención del alumno. Proclamó como base de su enseñanza algunos principios desafiantes y aparentemente paradójicos:
- Todas las inteligencias son iguales;
- Un individuo puede todo lo que quiere;
- Se puede enseñar lo que se ignora;
- Todo está en todo.

El filósofo francés Jacques Rancière ha escrito su libro El maestro ignorante. Cinco lecciones para la emancipación intelectual en 2003, tomando como principio el método de enseñanza Jacotot. Rancière replica esta idea de la emancipación intelectual en su posterior libro: El espectador emancipado, transfiriendo el método Jacotot a las artes escénicas.

## Obras
- 1823, 'Enseignement universel, Langue maternelle
- 1824, Musique, dessin et peinture
- 1827, Mathématiques
- 1828, Langues étrangères
- 1837, Droit et philosophie panécastiques

## Obras en español
- Enseñanza Universal. Lengua Materna, Editorial Cactus, Buenos Aires (2008). Con prólogo de Jacques Rancière.